# غايني (كومي-بيرمجاك)
غايني (بالروسية: Гайны) هي مدينة في مقاطعة بيرم كراي في روسيا.

## التعداد السكاني
4050 (احصاء 2010)
4507 (احصاء 2002)
4796 (احصاء 1989)

## التاريخ
ورد أول ذكر لها في عام 1579.